# Alibaba Cloud
Alibaba Cloud werd opgericht in september 2009 en is een bedrijfsonderdeel van Alibaba Group. Het levert webdiensten en voorziet in cloudcomputing.

## Beschrijving
Alibaba Cloud werd in 2017 het grootste cloudopslagbedrijf in China, volgens onderzoeksbureau Gartner. Het bedrijf opereert datacenters in 24 regio's en levert schaalbare computersystemen, gegevensopslag, relationele databases, content delivery networks, verwerking van big data en bescherming tegen DDos-aanvallen.
Begin 2017 werd het bedrijf de officiële aanbieder van clouddiensten tijdens de Olympische Spelen.